# Stazione di Ponte Crenna
Stazione di Ponte Crenna 1966-ban bezárt vasútállomás Olaszországban, Lombardia régióban, Bagnaria településen.

## Vasútvonalak
Az állomást az alábbi vasútvonalak érintették:
- Voghera-Varzi-vasútvonal

## Kapcsolódó állomások
A vasútállomáshoz az alábbi állomások vannak a legközelebb:
- Stazione di Varzi
- Stazione di Bagnaria